# 外道憤砕
『外道憤砕』（げどうふんさい）は、2018年に公開された日本の映画。浅生マサヒロ監督、小沢仁志主演。

## 概要
ヤクザ映画ではあるものの、遠山の金さんや暴れん坊将軍のように、「気のいい町人（本作では喫茶店のマスター）」が最後に「実は権力者（大物ヤクザ）」の正体を明かして悪を征し、視聴者はカタルシスを得るという作りになっている。
主演の小沢仁志の他、大沢樹生、小沢和義、本宮泰風、渡辺裕之、小西博之ら、オールインエンタテインメントが製作するヤクザ映画ではお馴染みの俳優陣が出演している。脚本はグルメ漫画の原作者として知られる花形怜が担当している。

## あらすじ
商店街にある喫茶店のマスター秀さん（小沢仁志）は、実は「不死身の竜」と呼ばれる伝説のヤクザ。弱きを助け幾多のトラブルを解決する姿は、昔気質の仁義あるヤクザであった。ある日、喫茶店の常連である刑事の角田（渡辺裕之）からお年寄りをターゲットにした詐欺の話を聞いた秀さんは、調査を進めるうち、実は自らが総長を務める龍文字一家内の者が裏で手を引いている事実を知る。

## キャスト
- 小沢仁志：喫茶店のマスター 秀さん（龍文字一家総長 龍文字誠剛）
- 大沢樹生：龍文字一家若頭
- 田村亮：龍文字一家相談役
- 小西博之：龍文字一家舎弟頭 立浪組組長 立浪
- 本宮泰風：龍文字一家 館林
- 岡崎二朗：龍文字一家 長谷部組組長 長谷部
- 小沢和義：龍文字一家立浪組 シライシ
- 藤原喜明：龍文字一家神崎組組長 神崎
- デビット伊東：龍文字一家神崎組若頭 オグラヨウスケ（1）
- 遠藤要：龍文字一家 長谷部組若頭
- 川原英之：龍文字一家 サダ組組長
- 北代高士：龍文字一家 イハラ
- 渡辺裕之：刑事 角田
- 小原春香：喫茶店店員 はるちゃん
- 天馬唯仁 - 焼きそばの屋台(龍文字一家長谷部の若者)
- 中澤達也：暴走族府中連合のヘッド(振り込め詐欺グループのリーダー)
- 川崎健太：暴走族府中連合(振り込め詐欺グループ)
- 松崎イワオ：：暴走族府中連合(脱法ドラッグ製造グループ)
- 村内孝志：タクマ
- 野口雅弘：町内会長（2）
- 松田章（1）
- 大月秀幸（1）
- 松澤仁晶（2）

ナレーション
- 森羅万象

## スタッフ
- 監督：浅生マサヒロ
- 営業総括：人見剛史（オールイン エンタテインメント）
- 企画：ワールドムービープロダクション
- プロデューサー：山鹿孝起、小林壽夫
- ポストプロダクションプロデューサー：小川幸一
- 脚本：花形怜
- 撮影：山川邦顕
- 録音：沼田和夫
- 編集：小川幸一
- 音楽効果：GDX aka SHU
- 助監督：後藤ヨシチカ
- 監督助手：半沢和樹
- 衣裳：廣谷愛
- メイク：上田忍
- 擬闘：玉寄兼一郎
- ガンエフェクト：浅生マサヒロ
- スチール：ヤマタカ
- 車輌：池田知久・佐藤浩司
- エンディングテーマ「世直し双龍」作詞・作曲：修aka GDX　演奏：チンピラ兄弟　唄：木庭博光
- 制作：ワールドムービープロダクション
- 製作：外道粉砕製作委員会

## DVDリリース
全2作
- 外道憤砕（2018年8月25日）
- 外道憤砕2（2018年9月25日）